# Volvo EM90
Volvo EM90 — электрический минивэн, представленный компанией Volvo в 2023 году и построенный на платформе SEA.

## Описание
Автомобиль Volvo EM90 был представлен в Китае 12 ноября 2023 года. Модель базируется на платформе Sustainable Experience Architecture 1 (SEA), на которой также выпускается Zeekr 009. Первоначально автомобиль продавался только в Китае, в настоящее время автомобиль продаётся и на других рынках.

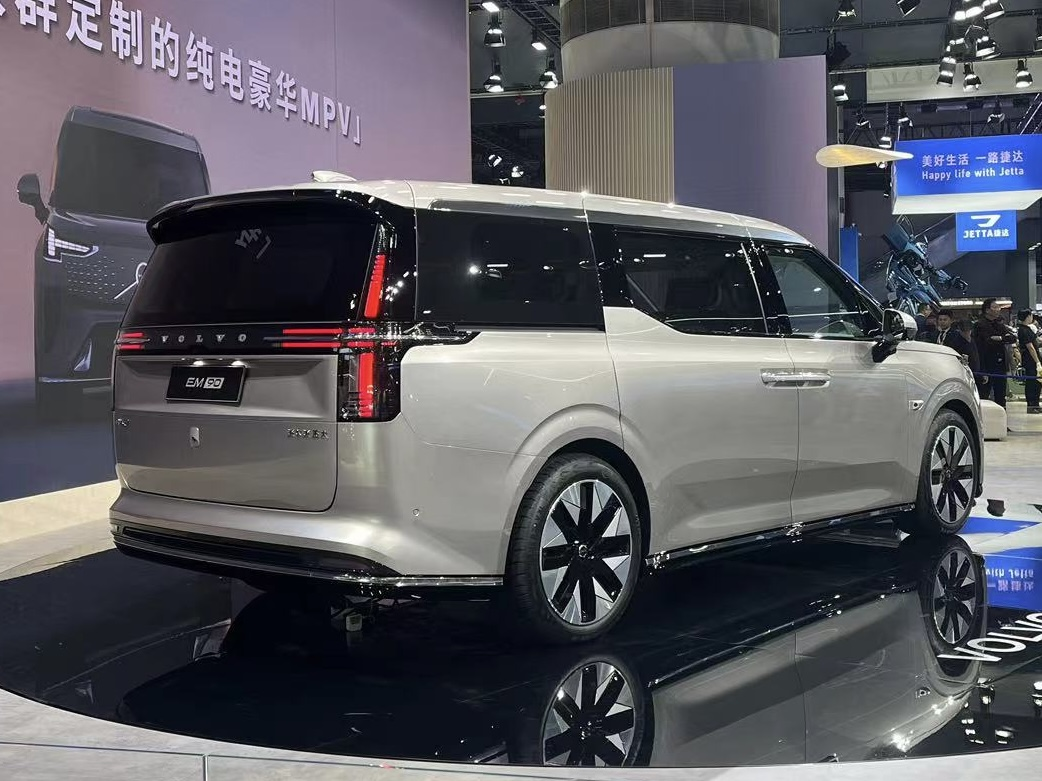
Вид сзади
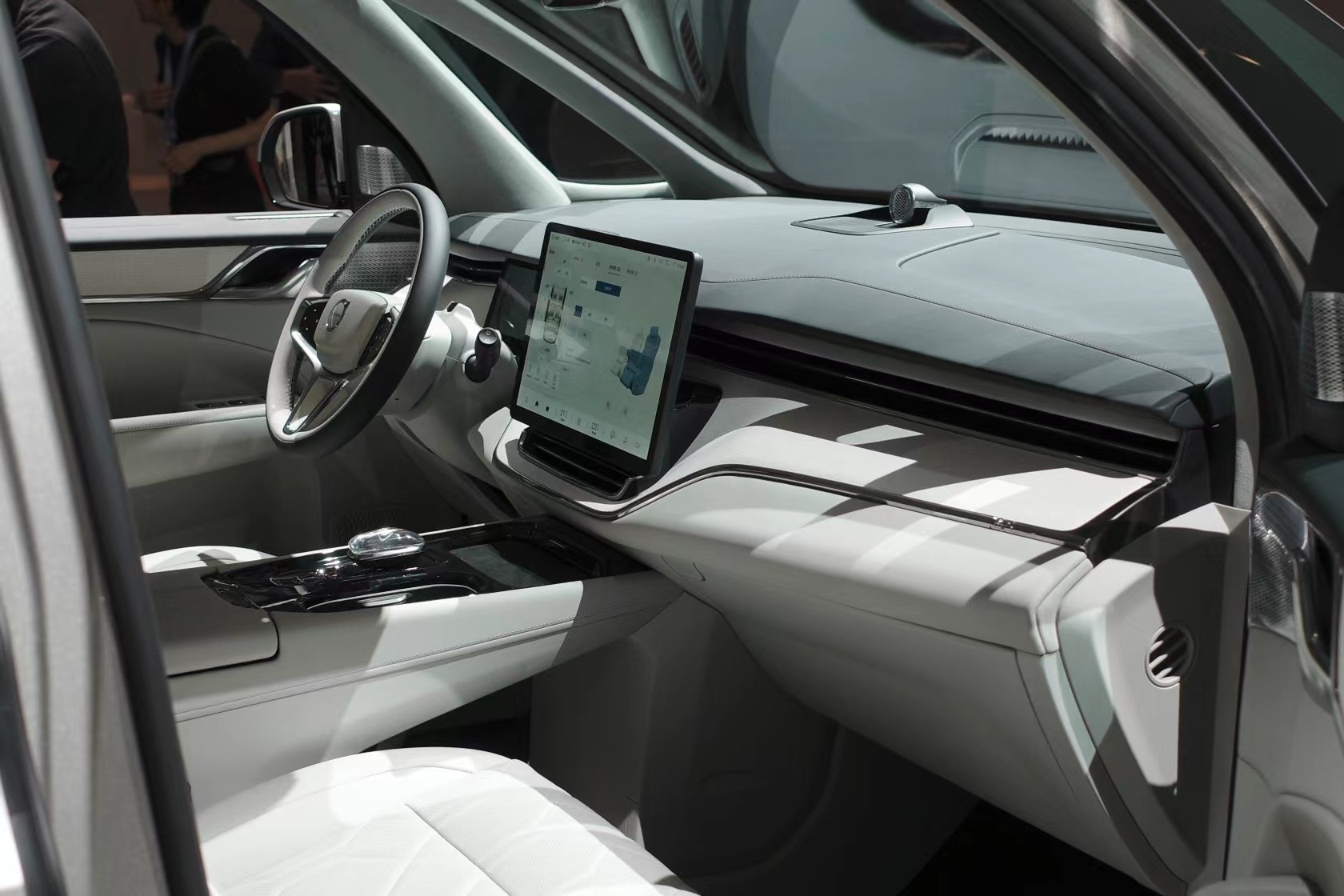
Интерьер

## Характеристики
- Класс автомобиля: M
- Количество дверей: 5
- Количество мест: 6
- Расположение руля: Левый

### Размеры
- Длина: 5209 мм
- Ширина: 2024 мм
- Высота: 1856 мм
- Колёсная база: 3205 мм
- Размер колёс: 255/50/R19

### Объём и масса
- Объем багажника мин/макс: 2979 л

### Трансмиссия
- Коробка передач: Автомат
- Тип привода: полный

### Подвеска и тормоза
- Тип передней подвески: независимая, пневмоэлемент
- Тип задней подвески: независимая, пневмоэлемент
- Передние тормоза: дисковые вентилируемые
- Задние тормоза: дисковые

### Эксплуатационные показатели
- Разгон до 100 км/ч: 8,3 сек.

### Двигатель
- Тип двигателя: Электро
- Максимальная мощность: 2*272 л.с.<272*0,736=200> (400 кВт) об/мин
- Максимальный крутящий момент: 343 Н*м об/мин

### Аккумуляторная батарея
- Запас хода на электричестве: 738 км
- Ёмкость батареи: 116.0 кВт⋅ч